# أحمد رجائي عطية
أحمد رجائي عطية (1938 - 4 مارس 2021 م) أديب شاعر، وضابط عسكري برتبة لواء، أحد أبطال حرب أكتوبر.

## حياته ونشأته
- ولد في مركز أبو كبير في محافظة الشرقية سنة 1938م.[3]
- تخرج في الكلية الحربية سنه 1958م.[4]

## مسيرته[5]
- عمل في الجيش بوحدات المدفعية ومدرسة الصاعقة والمخابرات الحربية.
- أنشأ مدرسة الصاعقة ومركز تدريب الصاعقة بالجزائر.
- اشترك في حرب الاستنزاف وقام بعشرات العمليات خلف خطوط العدو وداخل فلسطين المحتلة وحرب أكتوبر المجيدة.[6]
- أنشأ وحده مقاومة الإرهاب (الوحدة 777).[7]

- ترك الخدمة العسكرية سنه 1981.
- عمل في مجال التعليم فأنشأ معهد رجاك للغات ثم مدارس رجاك للغات بالقاهرة والغردقة والمنيا.
- أسس «جمعية الثقافة المصرية» سنه 1984.
- كان اهتمامه باللغة العربية والأدب منذ نشاته وله العديد من الرباعيات الزجلية والفصحي والقصائد الشعرية.

## مسيرته العسكرية
حصل على بكالوريوس العلوم العسكرية من الكلية الحربية المصرية الدفعة 38 عام 1956 عمل كضابط بسلاح المدفعية ثم قائد جناح بمدرسة الصاعقة.. رشح بعد ذلك لقيادة بعثة الصاعقة المصرية بالجزائر حيث ظل هناك لمدة عامين تمكن من خلالها أن يؤسس أول مدرسة للصاعقة بدولة الجزائر إلي جانب تكوين أول كتيبه للصاعقـة كان لهمـا دورًا بارزا في النهـوض بالجيش الجزائري وتحويله من مجرد مليشيات إلي جيش بالمعني الحقيقي.
في أعقاب حرب يونيو 67 استطاع رجائي مع مجموعة من رفاقه وكان أبرزهم الصحفي وجيه أبو ذكري في تكوين منظمة سيناء العربية والتي تحول جزء منها إلي المجموعة 39 قتال (أشهر الوحدات الخاصة التي كانت تعمل تحت الأشراف المباشر للواء محمد أحمد صادق رئيس المخابرات في ذلك الوقت ووزير الحربية فيما بعد) والتي تمكنت خلال فترة الاستنزاف وحتي حرب أكتوبر من القيام بأكثر 72 عملية خلف خطوط العدو كان نصيب البطل رجائي منها 42 عملية كاملة ببسالة وجسارة وكبد العدو خلالها مئات القتلي وعشرات العتاد.
تولي بأوامر مباشرة من القيادة السياسية والعسكرية أثناء حرب أكتوبر 1973 مسئولية قيادة العمليات الخاصة بمنطقة جنوب سيناء والبحر الأحمر. في عام 1977 تولي بأوامـر مباشرة من الرئيس السادات مهمة تكوين أول وحدة مصرية لمكافحة الإرهاب. في صيف هذا العام كلفـه المشير محمد عبد الغني بتكليف مباشر من الرئيس السادات بمهمة ضرب ليبيا، إلا أنه رفض وأصر علي عدم ضرب قطر عربي شقيق في موقف يضاف إلي رصيد مواقفه الوطنية المشرفة. كذلك هو أول من عبر بحر الرمال الأعظم (هضبة الجلف الكبير) الواقع على الحدود المصرية الليبية السودانية ويسجل الطريق الذي سلكه باسمه في سجلات القوات المسلحة المصرية ولا زال حتي الآن هذا الطريق يطلق علىه طريق (رجائي).

## مسيرته الأدبية
- لقد تأثرت حياته منذ الصغر بأخيه الأكبر حيث شاركه في فترة كان شغوف بقراءة الشعر والمسرحيات.. ولقد تعلم منه بتلقائية أن الحياة فروسية وكتاب.. أي مبادئ وثقافة وظل الكتاب يلازمه طوال عمره وساعدنه في ذلك طبيعة خدمته بالجيش المصري وكان جيله يقضي معظم وقته داخل الثكنات.. مما وفر له الوقت اليسير واعتقد أن جيله كان محظوظا.. لأنه هذا الجيل من نتاج عظام القرن العشرين فنشأنا بين فلسفة العقاد وأدب طه حسين وفكر توفيق الحكيم وموسيقي سيد درويس وعبد الوهاب وطرب أم كلثوم وفنون يوسف وهبي ونجيب الريحاني ومحمود مختار وصحافة مصطفي كامل وعلي أمين والتابعي.[11]
- لقد نشأ في جيل كان الحياء سماته والأمانة في الفعل والكلمة.. سواء.. والشهامة وحب مصر.. لها أصول وقواعد سمحاء صهرت فيها كل الأشياء.. حتي الأديان.
- كانت هذه مصر خلال حقبة كبير من القرن العشرين والأمل معقود في أبنائنا بأن يظهر بينهم القدوة ليعود ما افتقدناه.. ولن يعود إلا بظهور شوامخ منهم أمثال ما ذكرت من قبل.. ابتداء من رفاعة الطهطاوي وأحمد عرابي مرورًا بنجيب محفوظ وجمال عبد الناصر.
- هذا الشاعر عاشق من الطبيعة آلة الكمان.. يحب الموسيقي العربية الأصيلة – وعشق الفن.. فأحب الرسم والعمارة والشعر.. إنسان حمل شمول الفن بكل صوره ومعانيه بحس مرهف ووجدان رقيق وخيال مثير، فتعامل معها بكل هذا الحنان.. في وقت كان يقف فيه قلمه يسجل ويصور ويعبر عن كل موقف يمر به أو عما يجول بداخل نفسه العبقرية وشواهدها الكثيرة عبر رحلة الحياة.
- مثلاً عند كتابته لشعر سوف تحسن عند قراءته أنه سوف ينقلك في سلسة من الأمواج.. ورقة النسيم.. وفرحة الطير.. وشجنه من الرومانسية الحالمة إلي الإنسانية إلي الوطنية النادرة.. ولن تفقد خلال هذه الانتقالات أي تأثير للكلمة أو لبريق المعني العميق الذي لم يدعه كفنان يمر هكذا دون أن يترك انفعالاته فنيا.. فأنت في صحبه فنان كبير في مشاعره وأحاسيسه في فنه وكلماته وإنسانيته.. فنان كبير في بطولاته ومواقفه وأفكاره.[7]

## مؤلفاته

### شعر
- رباعيات شعرية (جزء أول) سنة 1998م
- ديوان أشعار (منظومة شعرية) سنة 2002م
- رباعيات زجلية (جزء أول) سنة 2003م
- رباعيات شعرية (جزء ثان) سنة 2004م
- رباعيات شعرية (جزء أول طبعة ثانية) سنة 2005م
- رباعيات زجلية (جزء أول طبعة ثانية) سنة 2005م
- رباعيات زجلية (جزء ثان) سنة 2006م
- رباعيات زجلية (جزء ثالث) سنة 2007م
- سلسلة إنسانيات سنة 2007م
- سلسلة إنسانيات (جزء أول طبعة ثانية) سنة 2009م
- رباعيات شعرية (باللغة الفصحي طبعة ثانية) سنة 2009م
- ديوان أشعار (منظومة شعرية جزء ثان) سنة 2009م
- مبادئ عصرية في السياسة المصرية سنة 2009م
- خواطر سنة 2009م

### كتب
- في صيف 67 (سيرة ذاتية)
- رباعيات زجلية (طبعة ثانية)
- رواية السرجه
- سلامات

## جوائز وأوسمة
قدم الكثير لمصر فلم تبخل عليه مصر بأن تقلده أكبر وأعظم الأنواط والنياشين العسكرية فهو حصل على:
- نوط الشجاعة العسكري من الرئيس جمال عبد الناصر تقديرا لاستبساله في العمليات الخاصة ومن الرئيس أنور السادات لتفوقه في العمليات الخاصة.
- نوط التدريب من الدرجة الأولي من الرئيس جمال عبد الناصر.
- حاصل علي وسام النجمة العسكرية ونوط الجمهورية والواجب والتدريب والشجاعة مرتين والترقية الاسبثنائية والقدوة الحسنة.
- نوط الواجب العسكري من الرئيس جمال عبد الناصر ومن الرئيس أنور السادات.
- وسام الجمهورية من الطبقة الأولي من الرئيس جمال عبد الناصر لتفوقه في عدد من العمليات الخاصة.
- وسام النجمة العسكرية من الرئيس أنور السادات والترقية الاستثنائية إلي رتبه مقدم عام 1971 لتفوقه في العمليات الخاصة.
- وسام منظمة سيناء العربية.